# Cotana
Cotana är ett släkte av fjärilar. Cotana ingår i familjen Eupterotidae.

## Dottertaxa tillCotana, i alfabetisk ordning[1]
- Cotana affinis
- Cotana albaserrati
- Cotana albomaculata
- Cotana aroa
- Cotana bakeri
- Cotana bisecta
- Cotana brunnescens
- Cotana calliloma
- Cotana castaneorufa
- Cotana continentalis
- Cotana diluta
- Cotana doricrana
- Cotana dubia
- Cotana eichhorni
- Cotana erectilinea
- Cotana germana
- Cotana grandis
- Cotana joiceyi
- Cotana kapaura
- Cotana kebeae
- Cotana lunulata
- Cotana meeki
- Cotana montium
- Cotana neurina
- Cotana occidentalis
- Cotana oetakwensis
- Cotana ovata
- Cotana pallidipascia
- Cotana rosselliana
- Cotana rubrescens
- Cotana satisbona
- Cotana setakwensis
- Cotana splendida
- Cotana tenebricosa
- Cotana turneri
- Cotana unicolor
- Cotana unistrigata
- Cotana variegata